# 青森市文化会館
リンクステーションホール青森（リンクステーションホールあおもり、Link Station Hall Aomori）は、青森県青森市にある多目的ホール。設置時の名称は、青森市文化会館。

## 概要
1982年に開館。構造設計は、日建設計の現社長である岡本慶一が手掛けた。
青森県最大となる2,185席の大ホールは、全国規模のコンサート、集会、学会などに利用できる施設であったが、開館から28年経って老朽化が進んだことから、2006年4月から7ヶ月間、大規模な改修工事で休館し、11月にリニューアルした。改修によってゆとりのある座席を採用したため、客席数は2,031席に減少したが、それでも劇場型では東北最大規模の客席数を有する。2005年には全国高等学校総合文化祭の開会式と合唱、吹奏楽部門の会場として、2011年には全日本吹奏楽コンクールの大学・職場一般の部の会場として使用された。他にも、多くの学会や全国大会が開催されている。
2012年4月、命名権が導入され「リンクステーションホール青森」が当施設を指す呼称となった。
2020年4月、指定管理者が、一般財団法人 青森市観光レクリエーション振興財団と一般財団法人青森市文化スポーツ振興公社が合併し、「青森市文化観光振興財団」となる。

## 所在地・アクセス
青森県青森市堤町1-4-1
- 東日本旅客鉄道（JR東日本）/青い森鉄道青森駅より青森市営バス・JRバス東北（堤橋経由のみ）・弘南バス（矢田前・青森営業所行き）・十和田観光電鉄バス（三本木営業所行き）で約10分程度、「文化会館前」バス停下車。
- 青森駅方面から「文化会館前」バス停までは、青森市営バスが高頻度運行（約5〜10分間隔）されており、とてもアクセスが良い場所となっている。

## その他
- 2004年6月、NHKで放送されていた音楽番組「ポップジャム」の収録が青森市文化会館で行われたが、この収録での「ブレイクレーダーNEO」（6月18日放送 出演：BEAN BAG、安良城紅）において、集計装置「レーダー君」の誤作動によって不正確な数字を表示してしまうというトラブルが発生した（この時のポイントはBEAN BAG - 72.9%、安良城紅 - 71.0%）。なお、NHKでは後日集計を無効とし、2組に同コーナー再出演を要請した。その後、BEAN BAGは9月10日放送（東京・NHKホールで収録）に出演し82.3％を記録。また、安良城紅は10月22日放送（北海道厚生年金会館で収録）で70.6％を記録したが、同日出演のTRIPLANE（83.3％）に敗れた。
- 敷地は、寺山修司の母校として知られる青森市立野脇中学校（1970年合併により青森市立南中学校となる）の跡地。その後、文化会館建設工事までの間イベント会場やねぶたの製作場所として利用されていた。
- 2011年4月29日、2Fレストラン花束のあった場所に展示室が開設された。
- 2012年4月1日よりネーミングライツを導入し、青森市の㈱リンクステーションとの契約で「リンクステーションホール青森」となる。契約期間は5年間。年間500万円（2,500万円：5年間）。
- 2016年8月1日、1Fカフェレストラン銀河のあった場所に「Cafe&Soft cream あおいとまと」が開業した。
- 2023年12月2日閉店